# Louis Melis
Louis Melis (10 december 1929 – 24 maart 1987) was een Belgische syndicalist.

## Levensloop
In 1952 werd Melis nationaal secretaris van de 'ACOD Nationale Sector Ministeries', een functie die hij uitoefende tot 1961. Hij werd in deze hoedanigheid opgevolgd door Rodolfo Fernandez. Vervolgens werd Melis algemeen secretaris van de ACOD. Hierop volgend was hij van 1969 tot 1980 ondervoorzitter van deze vakcentrale. Daarnaast werd hij in februari 1973 aangesteld als voorzitter van de Vlaamse intergewestelijke ABVV. Deze functie oefende hij uit tot januari 1979.